# 洪述祖

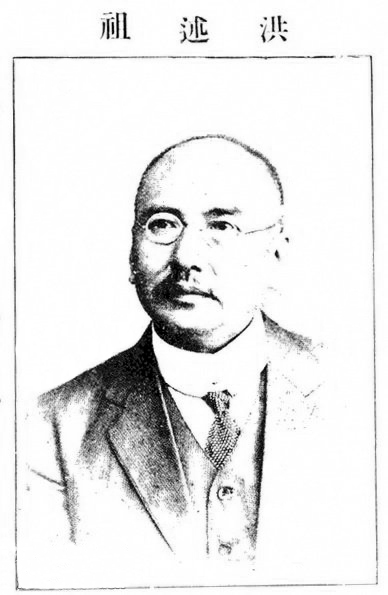

洪述祖（1855年—1919年），字荫之，江苏常州人，祖籍安徽歙縣，清末民初政治人物。

## 生平
光绪十九年（1893年），经其父推荐在刘铭传手下任中军参谋。后因法军劫军火事件收受法军2000两白银，被判三年监禁，而后洪述祖又买通狱卒，越狱逃至武昌。又在其父旧交岑春煊手下任汉口清文局坐办。其后又勾结洋人伪造地契卖给洋人，造成外事交涉。时任湖广总督张之洞下令缉拿，洪述祖又通过世交时任清警部侍郎赵秉钧向张之洞求情，结果洪述祖被逐出湖北，后又跑到上海租界。
辛亥革命爆发后，洪述祖得知世交赵秉钧与手握北洋军权的袁世凯打得火热，就从上海赶到北京投靠袁世凯，并为袁世凯出谋先“以南压北”再“以北压南”之计，得到袁世凯的赏识。在袁世凯得到中华民国临时大总统后，委任洪述祖为内务部秘书，并授予三等嘉禾章。
1913年初，国民党在国会选举中获胜，国民党代理事长宋教仁准备接替赵秉钧出任内阁总理，进行组阁。经内阁总理兼内务总长赵秉钧授意，内务秘书洪述祖来到上海，找到其上海滩旧友、青帮成员、江苏驻沪巡查长应桂馨。应桂馨又在得到“事成之后，奖现金五十万元，授二等功勋”的许诺后物色了兵痞出身的武士英做为杀手，于1913年3月20日国会召开前夕，对欲在上海登车北上的宋教仁行刺，3月22日，宋教仁身亡。
案发后不久，凶手应桂馨、武士英先后在租界落网，供出主凶袁世凯、谋划者赵秉钧、直接指挥人洪述祖。之後武士英、应桂馨先後被刺殺灭口。惟袁世凯送了一笔钱給洪述祖，让其离开北京。洪述祖离开北京后就躲进青岛德国租借地内。1917年4月，他化名张教安来到上海，因债务纠纷被一德国商人向租界会审公廨提出控告。30日，洪述祖从公廨出来步上汽車时，被年仅15岁的宋振呂（宋教仁的儿子）和刘白（宋的秘书）扭住，孙中山、唐绍仪闻得消息，即协助将洪述祖收押于捕房，8月，洪被判解往北京。
1918年9月7日，洪述祖在北京受審。1919年3月27日，宋教仁被刺后六年，北洋政府大理院判洪述祖死刑。4月5日在北京西交民巷京师看守所（原清朝刑部大牢），对洪述祖执行绞刑。由于洪述祖过于肥胖，脖颈支持不住身体重量，扯断头颈，尸身落地，鲜血直喷。这也是中華民國第一次使用绞刑。

## 后裔
- 洪深，儿子
- 洪金宝，曾孙儿